# Busschule
Als  Busschule bezeichnet man ein verkehrspädagogisches Projekt von Verkehrsunternehmen oder Busunternehmen in Deutschland. Es soll vor allem dazu beitragen, die Verkehrssicherheit von Kindern und Jugendlichen bei der Benutzung öffentlicher Verkehrsmittel (ÖPNV) zu erhöhen. Hierbei steht die sichere und selbstständige Nutzung der Schulbusse im Vordergrund. Vereinzelt wird auch die Nutzung von schienengebundenen Verkehrsmitteln berücksichtigt.

## Klientel
Die Busschule richtet sich meist an Kinder der ersten bis fünften Klassen und findet außerhalb der Schule oftmals auf dem Betriebsgelände des jeweiligen Verkehrsunternehmens statt. Sie dauert von wenigen Stunden bis zu einem Schultag.

## Inhalte
Als zu vermittelnde Inhalte der Busschule gelten:
- der Weg zur Haltestelle,
- das Warten an der Haltestelle,
- das Einsteigen,
- das Verhalten im Bus,
- das Aussteigen und das Queren der Straße.

Daneben werden den Kindern häufig Informationen zum Verkehrsunternehmen selbst, zum Schwarzfahren oder zum Thema Vandalismus gegeben.

## Ziele
Die Ziele der Projektumsetzer sind unterschiedlich. Wesentlicher Aspekt ist immer die Verkehrssicherheit. Daneben verfolgen einige Verkehrsunternehmen auch Ziele aus dem Bereich Marketing wie Kundenzufriedenheit, Kundenbindung, Neukundengewinnung und Vandalismusprävention.
Die Busschule ergänzt die schulische Mobilitätserziehung mit Hilfe außerschulischer Kooperationspartner wie Verkehrsunternehmen, Polizei, Verkehrswacht. Die Kosten der Busschule tragen meist die jeweiligen Verkehrsunternehmen selbst. Vereinzelt kommt es zu einer Kostenteilung mit der Kommune oder zu Sponsoring.